# Evangelia Christodoulou
Evangelia Christodoulou (griechisch Ευαγγελία Χριστοδούλου, * 27. September 1983 in Athen) ist eine griechische Sportgymnastin.
Christodoulou nahm an den Olympischen Sommerspielen 2000 in Sydney teil und gewann in der Teamwertung zusammen mit Eirini Aindili, Maria Georgatou, Zacharoula Karyami, Charikleia Pantazi und Anna Pollatou die Bronzemedaille.